# 秋季南三角

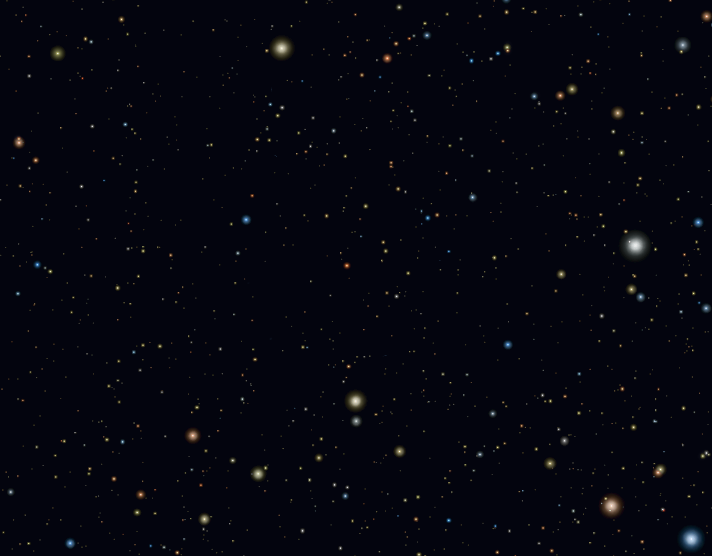
秋季南三角

秋季南三角（又名秋季南天三角形、南天大三角或秋季大三角）是北半球的秋季時，由南天的三顆亮星所組的三角形，它們分別是南魚座的北落師門、鯨魚座的土司空及鳳凰座的火鳥六。這三顆星分別是其所在星座最亮的恆星。

## 秋季南三角觀察法
秋季南三角位於著名的秋季四邊形以南，順著秋季四邊形往南找，便很容易觀測到。

## 秋季南三角成員
| 中文正稱 | 中文俗稱 | 英語俗稱            | 拜耳命名法 | 所在星座 | 星等 | 太陽光度 | 光譜型 | 距離（光年） |
| -------- | -------- | ------------------- | ---------- | -------- | ---- | -------- | ------ | ------------ |
| 北落師門 | 北落師門 | Fomalhaut           | α PsA      | 南魚座   | 1.16 | 17.66    | A3     | 25           |
| 土司空   | 土司空   | Deneb Kaitos/Diphda | β Cet      | 鯨魚座   | 2.02 | 145      | K0     | 96.3         |
| 火鳥六   | 火鳥六   | Ankaa               | α Phe      | 鳳凰座   | 2.4  | 62       | K0     | 85           |

## 其他資料
- 春季大弧線
- 春季大鑽石
- 春季大三角
- 夏季大三角
- 秋季四邊形
- 冬季大橢圓
- 冬季大三角
- 恒星统称列表

1. ↑  苗栗縣教學資源網. . （原始内容存档于2014-08-26） （中文（繁體））. 將北落師門、土司空、火鳥六三顆星連成一個三角形，就形成秋季南方星空較為明顯的標誌--「秋季南天三角形」。
2. ↑  臺北市立天文科學教育館.  (PDF).   [2014-08-23]. （原始内容 (PDF)存档于2014-07-06） （中文（繁體））. 南魚北落師門、鯨魚土司空和鳳凰火鳥六組成的秋季南三角在西南方天空，勉強為這個寂寥的區域增添一點風情。